# Občina Duplek
Občina Duplek je jednou z 212 občin ve Slovinsku. Nachází se v Podrávském regionu na území historického Dolního Štýrska. Občinu tvoří 10 sídel, její rozloha je 40,0 km² a k 1. lednu 2017 zde žilo 6 803 obyvatel. Správním střediskem občiny je Spodnji Duplek.

## Geografie
Občina se nachází zhruba 10 km jihovýchodně od centra Mariboru. Při jihozápadním okraji území protéká řeka Dráva.

## Členění občiny
Občina se dělí na sídla: Ciglence, Dvorjane, Jablance, Spodnja Korena, Spodnji Duplek, Vurberk, Zgornja Korena, Zgornji Duplek, Zimica, Žikarce.

## Sousední občiny
Sousedními občinami jsou: Lenart na severovýchodě, Ptuj na jihovýchodě, Starše na jihozápadě a Maribor na severozápadě.